# آنوش بقلویان
آنوش ادواردی بقلویان (ارمنی: Անուշ Էդվարդի Բեղլոյան؛ انگلیسی: Anush Begloian؛ زادهٔ ۳۱ ژوئیهٔ ۱۹۶۹) سیاستمدار و فیزیکدان اهل ارمنستان است که از تاریخ ۲۰۱۹ تا تاریخ ۲۰۲۱ نمایندگی دوره هفتم مجلس ملی جمهوری ارمنستان را برعهده داشت.

## زندگی‌نامه
وی در ۳۱ ژوئیه ۱۹۶۹ در ایروان به دنیا آمد و از دانشگاه آمریکایی ارمنستان و دانشگاه دولتی ایروان فارغ‌التحصیل گشت. وی متاهل و صاحب یک فرزند است.